# Петровское сельское поселение (Волгоградская область)
Петро́вское се́льское поселе́ние — муниципальное образование в составе Урюпинского района Волгоградской области.
Административный центр — хутор Петровский.

## История
Петровское сельское поселение образовано 30 марта 2005 года в соответствии с Законом Волгоградской области № 1037-ОД.

## Население
| 2010  | 2012  | 2013  | 2014  | 2015  | 2016  | 2017  |
| ----- | ----- | ----- | ----- | ----- | ----- | ----- |
| 2874  | →2874 | ↘2857 | ↘2832 | ↘2799 | ↘2781 | ↘2758 |
| 2018  | 2019  | 2020  | 2021  |       |       |       |
| ↘2747 | ↘2704 | ↘2682 | ↘2671 |       |       |       |

## Состав сельского поселения
| № | Населённый пункт | Тип населённого пункта        | Население |
| - | ---------------- | ----------------------------- | --------- |
| 1 | Петровский       | хутор, административный центр | ↘2671     |